# Войвож (приток Большого Аранца)
Войвож (устар. Вой-Вож) — река в России, протекает по Республике Коми по территории района Печора. Правый приток реки Большой Аранец.

## География
Устье реки находится в 44 км по правому берегу реки Большой Аранец. Длина реки составляет 36 км.

## Этимология гидронима
Войвож у Коми — «северный приток», от вой «ночь», «север», «северный» и вож «приток».

## Данные водного реестра
По данным государственного водного реестра России относится к Двинско-Печорскому бассейновому округу, водохозяйственный участок реки — Печора от водомерного поста у посёлка Шердино до впадения реки Уса, речной подбассейн реки — бассейны притоков Печоры до впадения Усы. Речной бассейн реки — Печора.
Код объекта в государственном водном реестре — 03050100212103000063382.